# Mika Tillensen
Mika Tillensen, születési neve Mikecz Attila (Budapest, 1981. augusztus 2. –) skandináv hangzású álnéven publikáló magyar író, az abszurd humor műfajában alkot.

## Élete
2000-ben érettségizett a budapesti Jerikó Keresztény Humán Gimnáziumban, majd 2000-től 2004-ig Egerben, az Eszterházy Károly Katolikus Egyetemen tanult tovább különböző OKJ-s képzéseken (Idegenforgalmi szakmenedzser, Intézményi kommunikátor). 2008-tól 2012-ig a budapesti Kino art moziban dolgozott mint vetítőgépész, majd uszodamesterként helyezkedett el. Jelenleg a kispesti KMO Művelődési Központ és Könyvtár, valamint a Pesterzsébeti Uszoda munkatársa.

## Művei
- Bertram atya kalandjai (Budapest, 2021 - ISBN 9786156153814)[2]
- Ideges úr élete (Budapest, 2022 - ISBN 9786156440143)[3]
- Rio-dalom Brazíliában (Budapest, 2024 - ISBN 9786156766298)[4]